# 秋田県道117号野崎十文字線
秋田県道117号野崎十文字線（あきたけんどう117ごう のざきじゅうもんじせん）は、秋田県横手市を通る一般県道である。

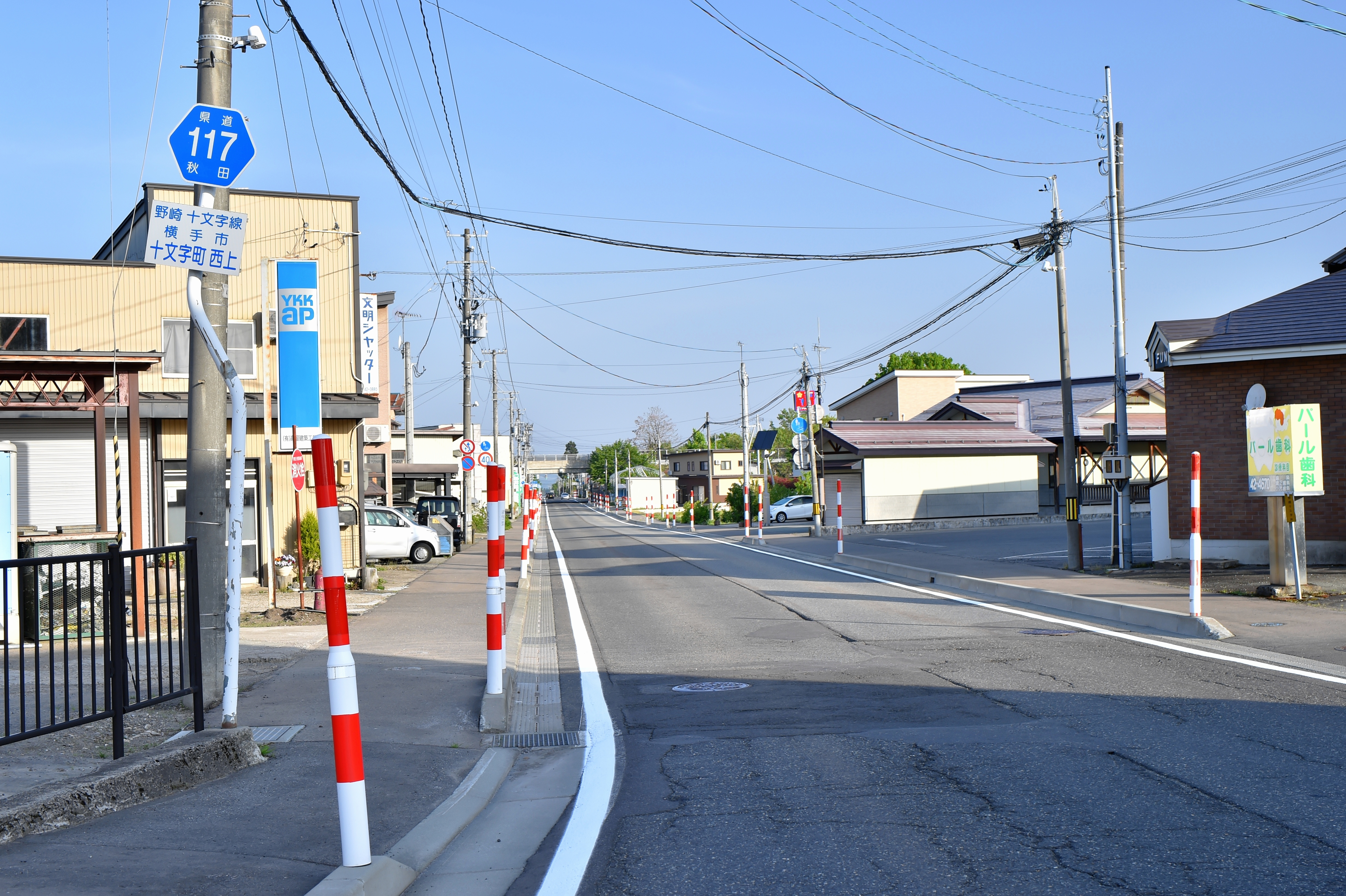
秋田県道117号野崎十文字線
横手市十文字町西上（2024年5月）

## 概要
横手市大雄字野中の県道13号交点で県道13号大仙市方面から直通し、南下する。東西に走る県道29号・県道48号・国道107号と順に交差し、旧平鹿町の中心部を通り、JR東日本 奥羽本線 十文字駅方向、南東へ向かう。湯沢横手道路を立体交差して終点の国道13号交点に至る。

### 路線データ
- 総延長 : 18.066 km（県道29号・48号交差点重複約30 m含む）[2]
- 実延長 : 17.973 km[2]
- 起点 : 秋田県横手市大雄字野中105番7（秋田県道13号湯沢雄物川大曲線交点）[3]北緯39度22分1.18秒 東経140度28分17.38秒
- 終点 : 秋田県横手市十文字町字海道下23番1（国道13号交点、文化センター入口交差点）[3]北緯39度13分37.93秒 東経140度31分16.14秒
- 未供用区間 : なし[2]

## 歴史
- 1959年（昭和34年）2月17日 - 秋田県道に認定される[3]。
- 2003年（平成15年）6月17日 - 平鹿郡大雄村田根森字新町北地内の現道を認定解除し、すでに開通していた大雄村字野中105番7から大雄村田根森字新町北28番3地先（県道13号交点）までを現道とし、同時に起点および県道13号交点を変更した[4]。
- 2012年（平成24年）10月12日 - 横手市平鹿町浅舞字加羽後6番地先から字蒋沼135番2地先まで、開通していたバイパスを現道とし、旧道を認定解除するとともに県道270号交点を横手市平鹿町浅舞字蒋沼とする[5]。

## 路線状況

### 冬期閉鎖区間
- なし[6]

### 交通不能区間
- なし[7]

### 道路施設
- 十文字IC - 湯沢横手道路（終点から国道13号経由800 m）

## 地理

### 交差する道路
| 施設名                 | 接続路線名                      | 備考          | 所在地                                                       |
| ---------------------- | ------------------------------- | ------------- | ------------------------------------------------------------ |
|                        | 秋田県道13号湯沢雄物川大曲線    | 起点          | 横手市大雄字野中                                             |
|                        | 秋田県道266号耳取後三年停車場線 | 県道266号起点 | 横手市大雄字大森道北北緯39度20分44.9秒 東経140度29分10.4秒   |
| 精兵村交差点           | 秋田県道29号横手大森大内線      |               | 横手市大雄字精兵村北緯39度20分8.8秒 東経140度29分12.3秒      |
| 下吉田交差点           | 秋田県道48号横手東由利線        |               | 横手市平鹿町下吉田北緯39度17分60.0秒 東経140度29分11.7秒     |
| 福田交差点             | 国道107号                       |               | 横手市平鹿町浅舞字福田北緯39度16分7.8秒 東経140度29分33.4秒  |
|                        | 秋田県道270号浅舞醍醐線         | 県道270号起点 | 横手市平鹿町浅舞字蒋沼北緯39度15分42.8秒 東経140度29分26.3秒 |
| 文化センター入口交差点 | 国道13号                        | 終点          | 横手市十文字町字海道下                                       |

### 沿線の施設
- 横手市役所 平鹿地域局
- 横手市浅舞地区交流センター
- 横手市平鹿体育館
- 浅舞公園
- 東日本旅客鉄道（JR東日本）奥羽本線 十文字駅（終点から約900m）